# Generalfälttygmästare
Generalfälttygmästare (Gftm) var titeln på en högre militär ämbetsman som var artillerigeneral och tidvis chef för arméförvaltningens artilleridepartement och artilleriinspektör.

## Historia
Titeln inrättades under sitt nuvarande namn under Karl XI:s regering, år 1675. Tidigare kallades den som handhade artilleriet och dess materiel "tygmästare" (1400-talet), "överstetygmästare" (1500-talet), "rikstygmästare" (under Gustav II Adolf) och riksfälttygsmästare (1634-1675). Riksfälttygsmästaren var från 1634 bisittare i Krigskollegium, liksom senare generalfälttygsmästaren i Arméförvaltningen. 1807-1898 var generalfälttygmästaren samtidigt chef för artilleriet och var från 1898 inspektör för artilleriet. 1936 upphörde generalfälttygsmästarens roll som artilleriinspektör och 1968 försvann ämbetet. 1937 blev generalfälttygmästaren chef för Fälttygkåren.
Motsvarande titel förekommer bland annat i Norge och Danmark, Tyskland och Österrike (Generaltøjmester, Generalfeldzeugmeister).

## Svenska generalfälttygmästare
- 1634–???? – Lennart Torstenson (från 1634 Sveriges förste riksfälttygmästare)
- 1682–1692 – Per Larsson Sparre[2]
- 1692–1693 – Erik Dahlbergh[2]
- 1693–1710 – Johan Siöblad[2]
- 1710–1712 – Vakant[2]
- 1712–1715 – Reinhold Johan von Fersen[2]
- 1715–1719 – Henning Rudolf Horn af Rantzien[2]
- 1719–1724 – Hugo Hamilton[3]
- 1724–1728 – Vakant[3]
- 1728–1740 – Fredrik Magnus Cronberg[3]
- 1741–1754 – Per Siöblad[3]
- 1754–1757 – Vakant[3]
- 1757–1759 – Thomas Cunninghame (tf)[3]
- 1759–1761 – Carl Ehrensvärd (tf)[3]
- 1761–1765 – Carl Funck (tf)[3]
- 1766–1772 – Anders Reinhold Wrangel[3]
- 1772–1781 – Reinhold Anrep[3]
- 1781–1784 – Gabriel von Spången (tf)[3]
- 1784–1791 – Carl Gideon Sinclair[3]
- 1791–1800 – Carl Ulric Silfversköld[3]
- 1800–1803 – Nils Fredrik Ehrenström[3]
- 1803–1803 – Adolf af Klercker (tf)[3]
- 1803–1807 – Vakant[3]
- 1807–1815 – Carl Gottfried Helvig[4]
- 1816–1821 – Carl von Cardell[4]
- 1821–1844 – Kronprins Oscar[4]
- 1828–1834 – Claes Josef Breitholtz[källa behövs]
- 1844–1849 – Axel Gustaf von Arbin[4]
- 1849–1857 – Kronprins Karl[4]
- 1857–1867 – Fabian Jakob Wrede[4]
- 1867–1872 – Carl Henric Hägerflycht (tf)[4]
- 1872–1874 – Carl Henric Hägerflycht[4]
- 1874–1890 – Carl Leijonhufvud[4]
- 1890–1898 – Edvard Julius Breitholtz[4]
- 1898–1902 – John Raoul Hamilton[5]
- 1902–1903 – Gottschalk Geijer[5]
- 1903–1915 – Fredrik Leth[5]
- 1915–1919 – David Hedengren[5]
- 1919–1929 – Lars Sparre[5]
- 1929–1934 – Ludvig Hammarskiöld[5]
- 1934–1939 – Oscar Osterman[5]
- 1939–1949 – Halvar Gustafsson[5]
- 1949–1959 – Birger Hedqvist[5]
- 1959–1964 – Edward Malm
- 1964–1966 – Sten Wåhlin
- 1966–1968 – Ove Ljung